# Вегревільська писанка
Вегревільська писанка — скульптура української писанки в канадському місті Вегревіль, названому на честь католицького ченця-місіонера Валентина Веґревіля. Пам'ятку було відкрито 1975 року торговою палатою міста на честь сторіччя Канадської королівської кінної поліції. Проєкт Веґревільської писанки був розроблене Роном Решем, коли він був професором інформатики в Університеті штату Юта. У концепції та плануванні «Писанки» було використано 9 «новаторств» у галузі математики, техніки та архітектури. За художнє вирішення відповідав місцевий митець українського походження Павло Цимбалюк. У проєкті використані сучасні методи комп'ютерної графіки та були залучені студенти.
Веґревільська писанка стала настільки впізнаваним символом української культури в Канаді, що канадський уряд щороку випускав спеціальні пам'ятні монети у 2016—2020 роках.